# Külz (Hunsrück)
Külz (Hunsrück) est une municipalité du Verbandsgemeinde Simmern, dans l'arrondissement de Rhin-Hunsrück, en Rhénanie-Palatinat, dans l'ouest de l'Allemagne.

## Liens externes

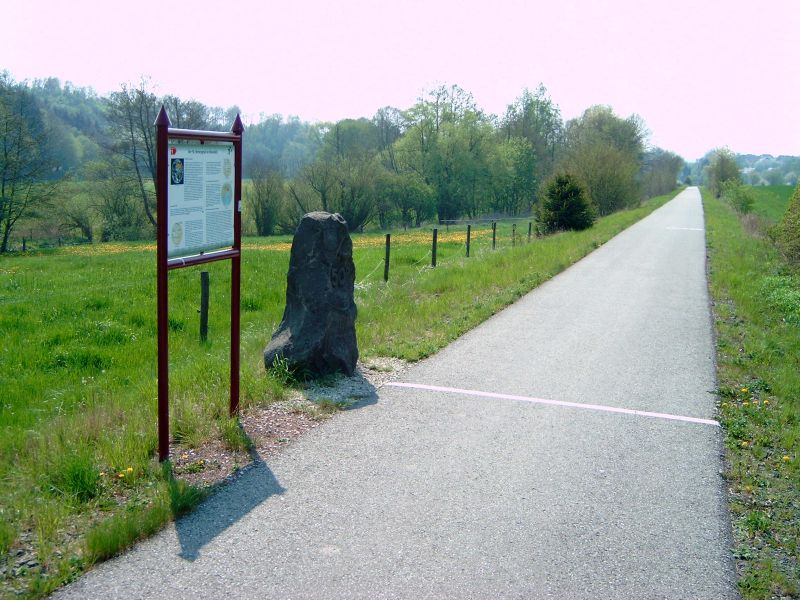
Ligne délimitante le nord à Külz